# ويليام هنري سباركس
ويليام هنري سباركس (بالإنجليزية: William Henry Sparks)‏ هو محامي أمريكي، ولد في 16 يناير 1800 في سانت سيمونز ‏ في الولايات المتحدة، وتوفي في 13 يناير 1882 في ماريتا في الولايات المتحدة.